# تغذية مسبقة
التغذية المسبقة هو مصطلح للإدارة والاتصال، يشير إلى منح التحكم التأثير في صورة وصلة هابطة إلى أحد مرؤسي شخص ما أو مؤسسة تتوقع الحصول على نتائج منها. ولا تعتبر الملاحظات المسبقة مجرد تغذية مسبقة فحسب، إذ أن التعليقات دائمًا ما تعتمد على قياس نتيجة وإرسال ملاحظات خاصة بها. إن أية تغذية مسبقة يتم تقديمها دون قياس النتيجة قد تفهم كتأكيد أو مجرد إقرار بأمر التحكم.
وعلى الرغم من ذلك، فإن التغذية المسبقة يتم فرضها بوجه عام قبل أن يحدث أي تغير مقصود في النتيجة. وجميع التغييرات الأخرى للنتيجة والتي تتحدد مع الملاحظات قد تنتج على سبيل المثال عن التشوش أو الضوضاء أو الضعف. وغالبًا ما تتضمن تقديم مستند لمراجعته وتقديم معلومات قبل النشر حول هذا المستند لم تقدمها أنت بالفعل.
ومع ذلك، فإن التغذية الاجتماعية هي استجابة من السلطة العليا للمرؤوس كتصديق على تقرير هذا المرؤوس بشأن النتيجة، وبهذا فهو تصديق على تغذية المرؤوس للسلطة العليا.

## الأصل
التغذية المسبقة في علم الإدارة هي مصطلح تمت الإشارة إليه للمرة الأولى بواسطة مارشال جولدسميث في واحدة من مقالاته البارزة في علم الإدارة.

## وصلات خارجية
- Feedback and FeedForward (management)